# Charlton Musgrove
Charlton Musgrove is een civil parish in het bestuurlijke gebied South Somerset, in het Engelse graafschap Somerset met 398 inwoners.

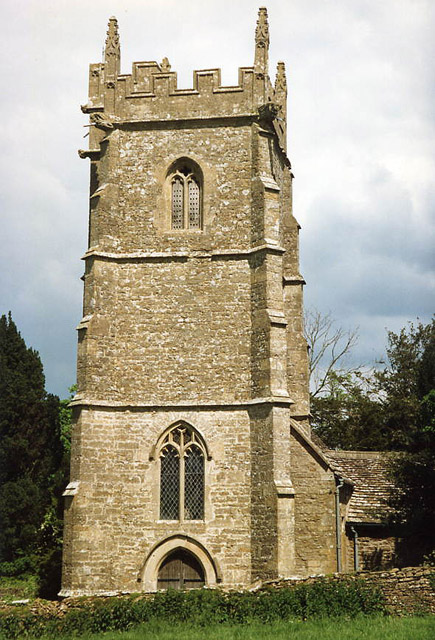
Kerk in Charlton Musgrove